# Oleandra bradei
Oleandra bradei là một loài dương xỉ trong họ Oleandraceae. Loài này được Christ mô tả khoa học đầu tiên năm 1909.